# Elecciones parlamentarias de Finlandia de 2003
Las elecciones parlamentarias de Finlandia celebradas en 2003 dieron como vencedor a los liberales, pero con un escaso margen del 0.2%, donde se situaban los socialdemócratas (que pasaron de ser el más votado al segundo partido). Aunque ambos partidos ganaron votos y escaños.
Respecto a los demás partidos, los que perdieron más votos fueron los conservadores liberales, los postcomunistas y los liberales suecos. Los ecologistas, cristianodemócratas y los nacionalistas fueron los que ganaron votos. Tras las elecciones Anneli Jäätteenmäki se convirtió en la primera mujer primera ministra de Finlandia.

## Resultado electoral
| ← Elecciones generales de Finlandia, 2003 → |      |         |
| Partido                                     | %    | Escaños |
| Partido del Centro                          | 24.7 | 55      |
| Partido Socialdemócrata de Finlandia        | 24.5 | 53      |
| Coalición Nacional                          | 18.5 | 40      |
| Alianza de la Izquierda                     | 9.9  | 19      |
| Alianza Verde                               | 8.0  | 14      |
| Demócrata Cristianos (Finlandia)            | 5.3  | 7       |
| Partido Popular Sueco                       | 4.6  | 8       |
| Verdaderos Finlandeses                      | 1.6  | 3       |

- Datos: Q1659687